# Funzione cilindrica

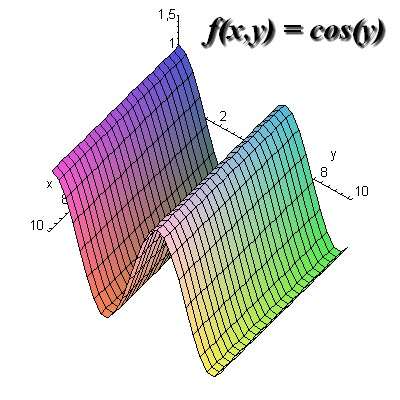
Grafico di f(x,y)=cos(y), realizzato con Maple 9.5

Una funzione cilindrica è una funzione di due variabili che dipende da una sola delle due.
Il grafico di una funzione cilindrica è molto semplice da disegnare. Sia {\displaystyle f(x,y)=g(y)}, che è cilindrica ed indipendente da {\displaystyle x}, e sia noto il grafico di {\displaystyle g}. Fissato un punto  {\displaystyle y_{0}} nel dominio di {\displaystyle g}, in ogni punto del tipo {\displaystyle (x,y_{0}),} con {\displaystyle x\in \mathbb {R} ,} la funzione {\displaystyle f} assume il valore {\displaystyle g(y_{0}).} Conseguentemente, tutti i punti del grafico di {\displaystyle f} aventi ordinata uguale a {\displaystyle y_{0}} e che sono allineati su una retta parallela all’asse delle ascisse hanno stessa quota {\displaystyle z=g(y_{0})}. Lasciando {\displaystyle y} libero di variare nel dominio di {\displaystyle g,} si osserva che il grafico di {\displaystyle f} è la superficie ottenuta come unione di tutte le possibili rette di cui sopra, ossia è un cilindro avente come direttrice la curva-grafico {\displaystyle z=g(y)} nel piano coordinato {\displaystyle Oyz} e generatrice l’asse {\displaystyle x}. Pertanto, per disegnare il grafico di {\displaystyle f} è sufficiente rappresentare la curva-grafico della {\displaystyle g} nel piano {\displaystyle Oyz} e tracciare tutte le rette parallele all’asse delle ascisse che passano per i punti di tale curva (si veda il grafico di {\displaystyle f(x,y)=\cos y,} ottenibile disegnando la curva-grafico {\displaystyle z=\cos y} nel piano {\displaystyle Oyz} e le rette parallele all'asse {\displaystyle x} che passano per i suoi punti). Discorso del tutto analogo per funzioni cilindriche del tipo {\displaystyle f(x,y):=g(x)}, le quali non dipendono da {\displaystyle y}.